# 星路
「星路」（みち）は、日本のシンガーソングライターである玉置浩二の楽曲。
2022年5月18日に日本コロムビアのBETTER DAYSレーベルから26枚目のシングルとしてリリースされた。前作「サーチライト」（2013年）よりおよそ8年半ぶりにリリースされたシングルであり、作詞は玉置およびTENKO、作曲は玉置が担当している。
本作は伊能忠敬の弟子たちによる隠密作戦を描いた映画『大河への道』（2022年）の主題歌として使用され、映画の内容から着想を得た旋律が採用され、またストーリーに合わせた形で歌詞が書き下ろされたバラードソングとなっている。オリコンシングルチャートにて最高位23位となった。

## 制作、メディアでの使用
本作は立川志の輔による創作落語『伊能忠敬物語 -大河への道-』を原作とした映画『大河への道』（2022年）の主題歌として使用された。同映画のストーリーは伊能忠敬の弟子たちによる隠密作戦を題材に、江戸時代と現代の2つの時代を舞台に全国地図誕生秘話を描いたものとなっており、玉置はこのストーリーから「いつまでも心の中に生き続ける人のこと」を思った際に旋律が頭の中に浮かび、ストーリーと自身の気持ちを重ね合わせながら歌詞を書き下ろすこととなった。
玉置は映画に対して以下のコメントを残している。
コメント等はあまり得意ではないので、上手く言えませんが
微力ながら、僕の歌が映画『大河への道』を少しでも照らすことが出来たなら、嬉しく思います。
映画の御成功、心からお祈りしています。—玉置浩二

## リリース、音楽性と歌詞、チャート成績
本作は2022年5月18日に日本コロムビアのBETTER DAYSレーベルから紙ジャケット仕様のマキシシングルおよびデジタル・ダウンロードでリリースされた。シングル盤ジャケットには星空が描かれており、「『いつか辿り着く道がある』と心に寄り添いながら夢を明るく照らし出す」という本作に込められたメッセージを表現したものになっている。
本作の音楽性に関して、音楽情報サイト『TOWER RECORDS ONLINE』では「映画の物語に寄り添い、明るく照らし出す壮大なバラード」と表記しており、音楽情報サイト『CDジャーナル』では「映画のストーリーに思いを馳せ、自身の気持ちに重ね合わせたナンバー」と表記されている。
本作はオリコンシングルチャートにて最高位23位の登場週数6回となった。本作の売り上げ枚数は玉置のシングル売上ランキングにおいて18位となった。また、2022年に実施されたねとらぼ調査隊による玉置のシングル曲人気ランキングでは第10位となった。

## シングル収録曲
| 全作詞: 玉置浩二、TENKO、全作曲: 玉置浩二、全編曲: Tomi Yo。 |                                |                   |            |      |
| #                                                            | タイトル                       | 作詞              | 作曲・編曲 | 時間 |
| 1.                                                           | 「星路」                       | 玉置浩二 、 TENKO | 玉置浩二   | 3:36 |
| 2.                                                           | 「星路」(インストゥルメンタル) | 玉置浩二 、 TENKO | 玉置浩二   | 3:35 |
| 合計時間:                                                    | 合計時間:                      | 7:11              |            |      |

## スタッフ・クレジット
- 秋山浩徳 - ギター
- 室屋光一郎ストリングス - ストリングス
- 高松明治 - レコーディング・エンジニア

## リリース履歴
| No. | 日付          | レーベル                    | 規格                                  | 規格品番   | 最高順位 | 備考                   |
| --- | ------------- | --------------------------- | ------------------------------------- | ---------- | -------- | ---------------------- |
| 1   | 2022年5月18日 | 日本コロムビア／BETTER DAYS | マキシシングル デジタル・ダウンロード | COCA-17997 | 23位     | CD盤は紙ジャケット仕様 |